# Zinkmanganat(VI)
Zinkmanganat(VI) ist eine anorganische Verbindung aus der Gruppe der Manganate.

## Herstellung und Verwendung
Zinkmanganat(VI) eignet sich möglicherweise als Kathodenmaterial für Zink-Ionen-Batterien. Hergestellt werden können diese durch Cyclovoltammetrie ausgehend von Mangan(IV)-oxid auf einem Trägermaterial. Dieses dient als Kathode, Zinkfolie als Anode und eine Lösung von Mangansulfat und Zinksulfat als Elektrolyt.